# Novelda Club de Fútbol
El Novelda Club de Fútbol es un equipo de fútbol español del municipio de Novelda (Alicante). Fue fundado en 1925 y en la actualidad juega en el grupo 4 de la Lliga Primera de la Comunidad Valenciana. Disputa sus partidos como local en el Estadio La Magdalena, con capacidad para unos 5000 espectadores. El Novelda se disolvió inicialmente el 8 de junio de 2018 después de fusionarse con el Intercity Alicante. Sin embargo, la fusión no fue aceptada por la RFEF y, por lo tanto, el Novelda no se retiró y permaneció en la competición.

## Historia
Tras hacerse popular el fútbol en Novelda, el primer proyecto serio apareció en 1925 con la fundación del Novelda F.C. Su primera época de esplendor fue durante los años 30, en los que descató su actuación en los campeonatos regionales.
Pero sin duda la etapa más destacada del club ocurrió en la década de los noventa. Después de bajar de Tercera División en la temporada 1987/88, compitió en las categorías inferiores durante varios años. Fue a partir de 1994 cuando comenzó esa gran etapa, volviendo ese año a la Tercera División.
El año del regreso a Tercera fue magnífico, pues cosechó su segundo ascenso en dos años, compitiendo en la temporada 1995/96 en Segunda B por primera vez en su historia. Dirigido por Macia Bonet aquel equipo formado entre otros por César Quesada, Juanjo, Nano, Ramón Santo, Mateo, Barboza o Riquelme acabó jugándose el descenso en la última jornada ante el Real Jaén con La Magdalena llena, pero el empate a cero condenó al equipo a descender a su categoría más competida.
Tras descender de Segunda B y volver al año siguiente a esta categoría en dos ocasiones, en la segunda ocasión (temporada 1999/00) comenzó su consolidación en la categoría de bronce del fútbol español y disputándola durante seis años seguidos. Su mejor temporada fue 2000/01, en la cual quedó 5.º en la clasificación y a un solo punto de disputar la promoción de ascenso a la Segunda División, llegando con opciones hasta la última jornada de liga y no pudiendo vencer al C.E. Sabadell, 3-3, lo que hubiera supuesto su primera participación en un play-off de ascenso a la categoría de plata.
El 12 de julio de 2002 el futbolista vizcaíno Pedro Alberto Cano Arenas fichó por el club y una semana más tarde, inexplicamente, fallecía durante un entrenamiento. En la autopsia se detectó un edema cerebral.
Desde 2005, compite en la Tercera División.
En algunas temporadas destacó la actuación del Novelda Club de Fútbol en la Copa del Rey. Su primer rival de Primera en esta competición fue el Real Zaragoza en la ronda de 1/16 de Final en la temporada 1997-1998, consiguiendo un meritorio 2-2 en La Magdalena y cayendo por 5-1 en su visita a La Romareda.
Pero las mejores participaciones del equipo estaban por llegar, consiguiendo eliminar a varios equipos de Primera.
En la temporada 2001-2002 y tras vencer en la Ronda Previa al Castellón, en la ronda de 1/32 de Final consiguió eliminar al Valencia, tras cometer el error Rafa Benítez de alinear a 4 jugadores extracomunitarios con la entrada al campo de Dennis Șerban. El Novelda Club de Fútbol impugnó el partido, que había perdido 0-1 con gol de Rufete, y consiguió clasificarse para la siguiente ronda. En la siguiente fase el rival fue Las Palmas a la que venció 1-0 con gol del delantero Melgarejo, consiguiendo así, clasificarse para los octavos de final, donde quedó eliminado por otro equipo de Segunda B, el U.E. Figueres.
Sin embargo, el momento más importante de la historia del club se vivió en la siguiente edición de la Copa del Rey, un 11 de septiembre de 2002, en el que logró la hazaña de eliminar al FC Barcelona, dirigido por Louis van Gaal, al que venció por 3-2 con un inolvidable triplete del delantero Madrigal. En la siguiente ronda, el equipo quedó eliminado por el Terrassa F.C. de Segunda División.
En la temporada 2013/2014, tras quedar eliminado en la primera ronda de la Copa del Rey, ante el Algeciras C. F. (2-1), el Novelda C.F. pasó a disputar la fase nacional de la Copa de la RFEF, donde consiguió el mejor resultado de su historia, alcanzando las semifinales de la misma.
En dieciseisavos de final, el rival fue U.D. Almería "B", en Octavos de final venció al C.D. Alcoyano. Ya en Cuartos de final, eliminó al Yeclano Deportivo y en semifinales cayó derrotado por el C.D. Guadalajara con un gol en la prórroga, tras haber vencido 1-0 en el partido de ida en La Magdalena.
En la temporada 2017/2018 el Novelda CF consiguió quedar en la décima posición, tras una temporada digna en cuanto a resultados. 
Dada la mala situación económica que atraviesa el club verdiblanco, decidieron fusionarse con Intercity de San Juan. Mediante esta fusión, el Intercity asumiría todos los derechos y obligaciones del conjunto noveldense, lo que provocaría que el conjunto de San Juan se quedaría con la plaza del Novelda CF y supondría el fin a 93 años de historia del conjunto del Vinalopó Mitjà.
Ante la desaparición del Novelda CF, los miembros del fútbol base deciden crear un nuevo club para no dejar sin fútbol a la población y acoger a todos los futbolistas que formaron parte de la entidad verdiblanca hasta su desaparición. Con el objetivo de mantener las señas de identidad de su predecesor, nace Novelda UD CF: un club que militará en segunda regional y que mantendrá prácticamente el mismo escudo y la misma vestimenta que el desaparecido Novelda CF.
En julio de 2018 la Real Federación Española de Fútbol rechaza la fusión entre el Intercity y el Novelda CF alegando que los clubes no se encuentran en poblaciones limítrofes. debido a esto, el Novelda CF retornó e incluso fue inscrito en el grupo sexto de la tercera división.

## Uniforme
- Uniforme titular: Camiseta verde, pantalón blanco, medias verdes.
- Uniforme alternativo: Camiseta azul claro, pantalón azul, medias azul claro.

## Jugadores

### Altas y bajas 2017-18

#### Altas 2017-18
- Carlos Mora (Hércules Club de Fútbol "B").
- Javi Meca (Club Deportivo Torrevieja).
- Lewis (Club Deportivo Torrevieja).
- Camarasa (Villajoyosa Club de Fútbol).
- Óscar Amat (Orihuela Club de Fútbol).
- Matheus (Club Deportivo Torrevieja).
- Germán (Real Murcia Club de Fútbol).
- Iván (Elda Industrial Club de Fútbol).
- Óscar Sánchez (Hércules Club de Fútbol "B").
- Tabala (Club Deportivo Eldense).
- Javi (Novelda Club de Fútbol "B").
- Álex Roig (Paiporta).

#### Bajas 2017-18
- Pablo Pagán (Club de Fútbol La Nucía).
- Javi Salero (Club de Fútbol La Nucía).
- Toni Seoane (Linares Deportivo).
- Benja (Orihuela Club de Fútbol).
- Nemesio (Ontinyent Club de Fútbol).
- Gaspar Campillo (Águilas Club de Fútbol).
- José Carlos (Crevillente Deportivo).
- Víctor Segarra (Crevillente Deportivo).
- Alberto Zapata (La Roda Club de Fútbol).
- Javi Meca (Águilas Club de Fútbol).
- Camarasa
- Matheus (Crevillente Deportivo).
- Germán
- Tabala (Strommen).
- Álex Roig

### Plantilla 2020-2021
- IKER CUESTA GOMEZ
- ALEJANDRO MARCANO SIERRA
- ALEJANDRO BELDA TORTOSA
- AGUSTIN MARTINEZ GOMEZ
- MERLANI
- ADAM REZZAG
- EDU MACEIRA
- ALFONSO SANCHEZ
- JAVI SANCHEZ
- JOSE TOMAS LOPEZ
- IMANOL PUERTO
- IVAN TORREGROSA
- OSCAR TORREGROSA
- Chonga, Antony Mumo
- Salazar Díaz, Daniel

## Entrenadores

### Cronología de los entrenadores
- Santi Palau (1999).
- José Víctor (1999/2000).
- Toni Aparicio (2001).
- Pepe Aroca (2002)
- Antonio Teixidó (2002).
- Sukunza y Torrecilla (interinos) (2002).
- José Bordalás (2002/03).
- Javi López (2003/04).
- Alfonso del Barrio (2004).
- Frank Castelló (2004/05).
- Roberto Granero (2005).
- Vicente Russo Sellés (2005/06).
- Juan Manuel Riquelme (2006/07).
- Casimiro Torres Ibáñez (2007/08).
- Frank Castelló (2008/2009).
- Vicente Russo Sellés (2009).
- Riquelme Galiana (2009/2011).
- Juan Manuel Riquelme (2011/2013).
- Rubén Albés (2013/2014).
- Gaspar Campillo (2014/2014)
- Víctor Bautista (2014/2015)
- Javi Moreno (2015–2016)
- José Antonio Poveda (2016–2016)
- Gaspar Campillo (2016- 2017)
- Víctor Bautista (2017-2018)
- Mario Rosas (2018-2019)
- Manu Sánchez (2019-2020)
- David Bauzá (2020-2021)
- Augusto Podesta (2021-2022)
- Miguel Ángel Aroca (2022-)

## Datos del club
- Temporadas en Primera División: 0
- Temporadas en Segunda División: 0
- Temporadas en Segunda División B: 8
- Temporadas en Tercera División: 41
- Temporadas en Primera Preferente: 12
- Temporadas en Primera Regional: 7

## Palmarés

### Torneos nacionales
- 3ª División: 2 veces subcampeón (1998/99) (2012/2013)